# Блокбух
Блокбух (нем. Blockbuch) — книги, составленные из гравированных на дереве изображений и текстов. 
Такие книги печатались лишь на одной стороне листа, поскольку печатный пресс при этом не применялся, а притирание бумаги к форме загрязняло ее оборотную сторону. Текст в таких книгах обычно краток и подчинен изображениям. В наиболее ранних вариантах он вписывался в гравюру от руки. Были и чисто текстовые блокбухи, небольшие по объему: Псалтирь, популярный учебник латыни Элия Доната. В качестве блокбуха на 34 листах издавалась так называемая «Библия бедных» (иллюстрированная книга с библейскими сюжетами).
Блокбухи, печатавшиеся сравнительно большими тиражами, способствовали развитию оптовой книжной торговли.
Ранее многие считали, что блокбухи появились до изобретения Гутенбергом металлического шрифта для набора в начале 1450-х годов, но в настоящее время считается, что большинство дошедших до нашего времени блокбухов были напечатаны в 1460-х годах или еще позже, а наиболее ранние сохранившиеся экземпляры могут датироваться примерно 1451 годом.  